# Циклер, Иван Елисеевич
Ива́н Елисе́евич Ци́клер (Цыклер) (казнён 4 (14) марта 1697) — русский думный дворянин, четвертованный по обвинению в заговоре против Петра I.
Сын полковника из «кормовых иноземцев», Циклер записан в службу в 1671 году и через восемь лет пожалован в стольники. С 1682 года, будучи стрелецким подполковником, он сделался наперсником Фёдора Шакловитого, «собеседником» Ивана Милославского и деятельным орудием царевны Софьи, которая доверяла ему как «самому ревностному приверженцу». В 1687—1688 годах Циклер участвовал в первом Крымском походе. В 1689 году, видя, что дело Софьи проиграно, он явился к Петру I с сообщением об её заговоре, за что получил звание думного дворянина и воеводство в Верхотурье. В начале 1696 года он был вызван в Москву и назначен к строению крепостей при Азовском море.
С одной стороны, это назначение, почитавшееся тогда за почётную ссылку, а с другой, — увеличивающаяся строгость Петра I к противникам новшеств побудили Циклера составить заговор на жизнь Петра; участниками заговора были окольничий Соковнин и стольник Пушкин. В феврале 1697 года два стрельца, Елизарьев и Силин, известили Петра о намерении Циклера и его сообщников зажечь дом, в котором находился царь, и во время пожара убить его самого. Пётр немедленно явился на место собрания заговорщиков, лично арестовал их и нарядил над ними суд из бояр, окольничих и палатных людей.
На суде, под пытками, Циклер объяснил, что побудили его к преступному замыслу упрёки в старой дружбе с Милославским, и при этом оговорил царевну Софью, вследствие чего последняя была пострижена в Новодевичьем монастыре, а вырытый труп Милославского, умершего ещё в 1685 году, подставлен под плаху при казни заговорщиков. Голова казнённого 4 марта 1697 года Циклера (как и головы его сообщников) была воткнута на «железный рожок» и выставлена на несколько дней на Красной площади; двое сыновей его отосланы в Курск на службу, с тем, чтобы «их без указа царского в Москву не отпускать».
Джон Перри, приехавший в Россию вскоре после этого заговора, замечает, что он был выражением негодования вельмож, порицавших нововведения. О. А. Плейер, находившийся в 1697 году в Москве, придаёт заговору особенное значение, утверждая, что преступный замысел был направлен против Петра, всего царского семейства, всех приближённых царя и наконец, против всех иностранцев. То, что заговором, якобы направленным против иностранцев, руководил сын иноземца на русской службе, обычно умалчивается.